# ウメオ中央駅
ウメオ中央駅（ウメオちゅうおうえき、スウェーデン語: Umeå centralstation または Umeå C）とは、スウェーデンのウメオにある鉄道駅である。

## 歴史
ウメオ中央駅の駅舎はフォルク・ゼッテーバル（Folke Zettervall）が設計し、1895～1896年に建てられた。2001年には駅舎がスウェーデンの歴史的建造物に指定され、2010年7月には地域の再開発が始まった。工事は2012年秋に終わる予定であり、駅は2010年8月7日から2011年6月1日まで閉鎖され、その間の旅客運送はウメオ東駅が担った。

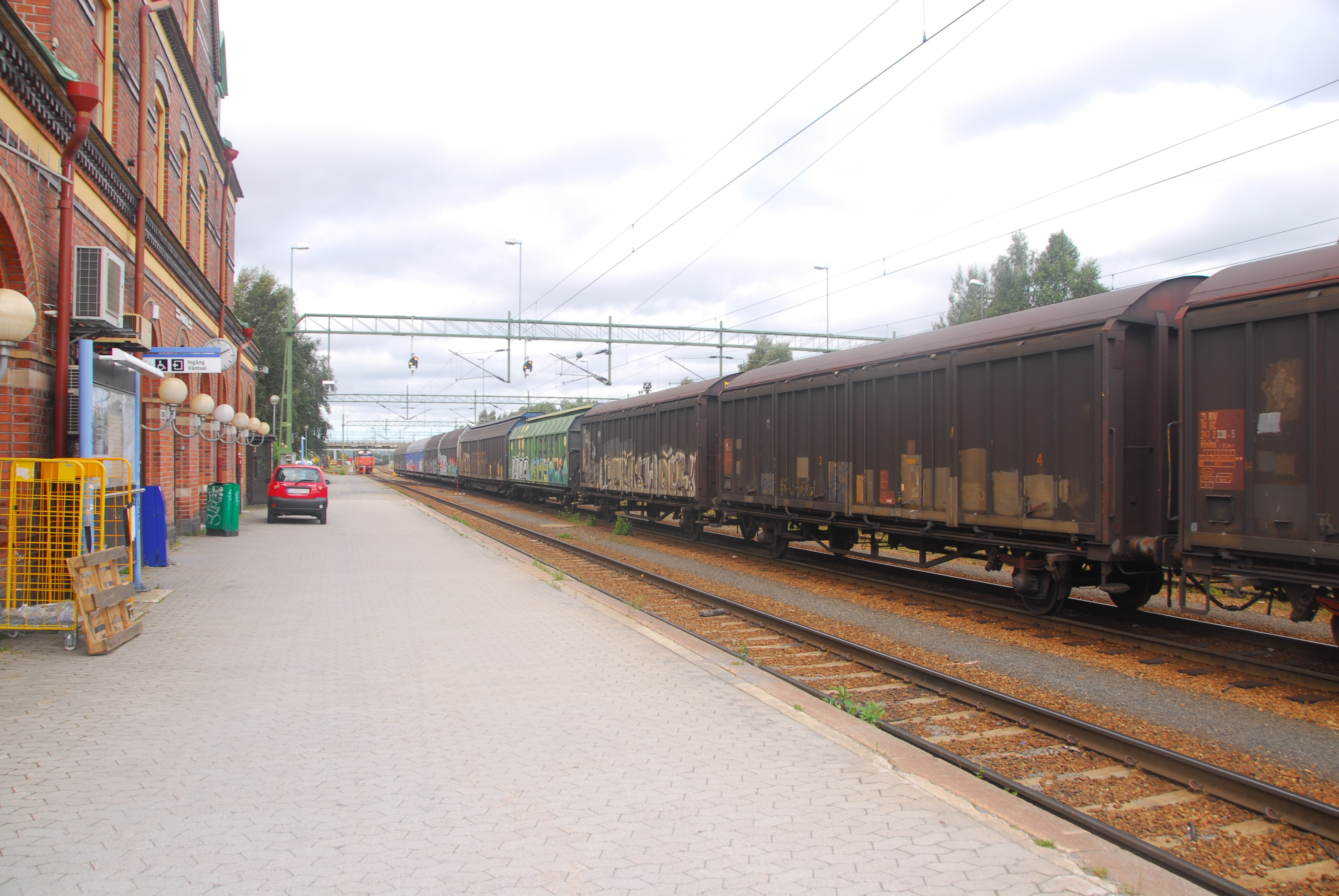
ウメオ中央駅
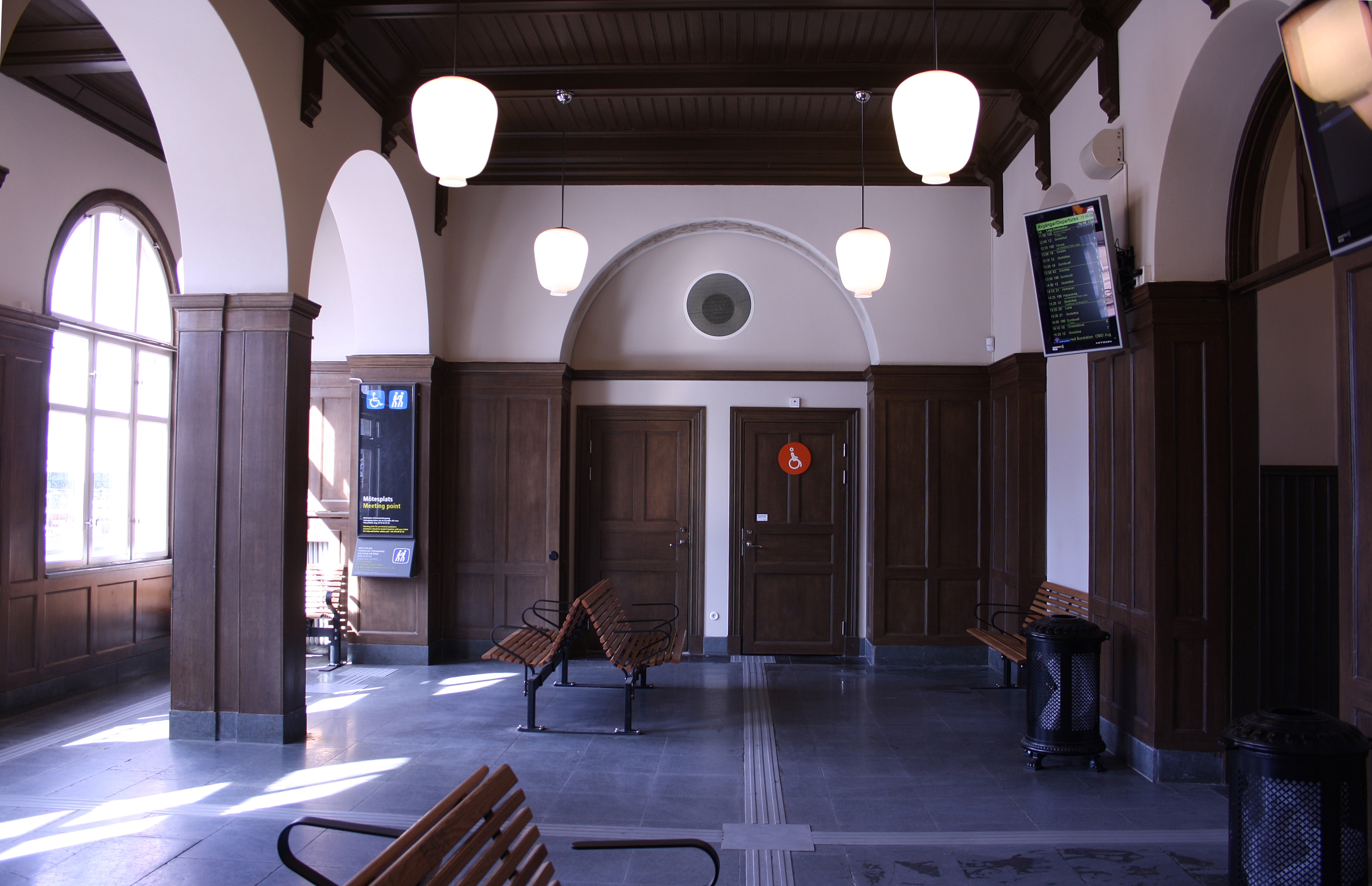
駅の内部